# Börringe socken
Börringe socken i Skåne ingick i Vemmenhögs härad, uppgick 1967 i Svedala köping  och området ingår sedan 1971 i Svedala kommun och motsvarar från 2016 Börringe distrikt.
Socknens areal är 59,52 kvadratkilometer varav 54,69 land. År 2000 fanns här 524 invånare. Börringeklosters slott och Havgårds säteri samt kyrkbyn Börringe med sockenkyrkan Börringe kyrka ligger i socknen.

## Administrativ historik
Socknen har medeltida ursprung. Namnet var mellan 4 april 1781 och 11 september 1931 Gustavs socken (före tidigt 1900-tal Gustafs socken), även namnet Norra Börringe socken användes. Den 4 april 1781 införlivades Lemmeströ socken samtidigt som ny kyrka – Börringe kyrka – byggdes mitt emellan de båda äldre, Börringe gamla kyrka och Lemmeströ kyrka, vilka då övergavs. Det var Excellensen, Riksrådet, Kommendören och Greven Beck-Friis, som fick sin ansökan om bygget av ny kyrka godkänd av Gustav III och att namnge den för Gustafs kyrka.
Vid kommunreformen 1862 övergick socknens ansvar för de kyrkliga frågorna till Gustavs församling och för de borgerliga frågorna bildades Gustavs landskommun. Landskommunen uppgick 1952 i Anderslövs landskommun som upplöstes 1967 då denna del uppgick i Svedala köping som ombildades 1971 till Svedala kommun. Församlingen uppgick 2002 i Svedala församling.
1 januari 2016 inrättades distriktet Börringe, med samma omfattning som församlingen hade 1999/2000.  
Socknen har tillhört län, fögderier, tingslag och domsagor enligt vad som beskrivs i artikeln Vemmenhögs härad. De indelta soldaterna tillhörde Södra skånska infanteriregementet, Vemmenhögs kompani och Skånska dragonregementet, Vemmenhögs skvadron.

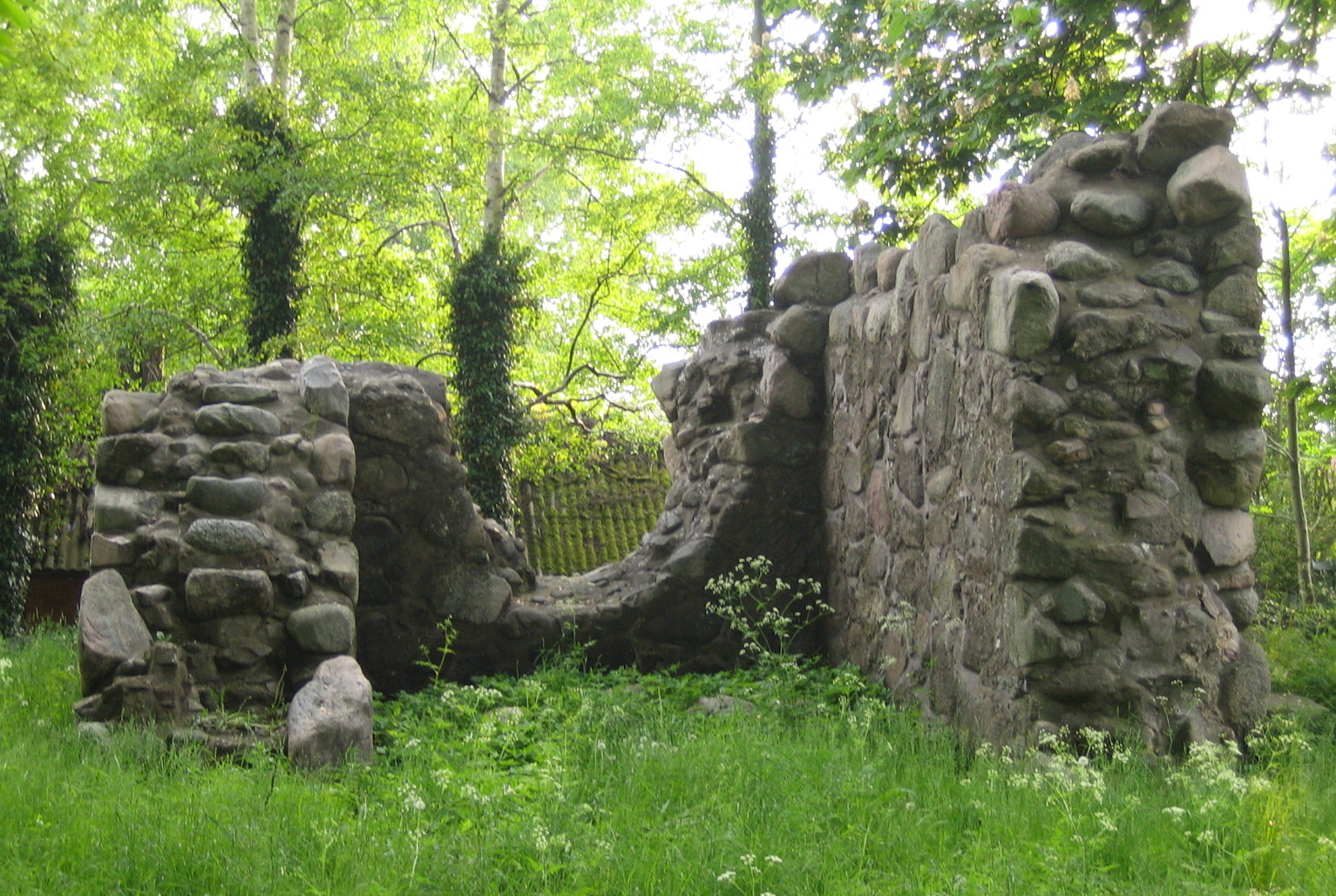
Ruinen efter den tidigare kyrkan i Börringe socken.

## Geografi
Börringe socken ligger nordost om Trelleborg kring Havgårdssjön och med Börringesjön i sydväst. Socknen är en småkuperad sjörik odlingsbygd med inslag av lövskog.

## Fornlämningar
Från stenåldern är ett 40-tal boplatser och lösfynd funna. En romersk bronsstatyett har påträffats i en mosse. Tre medeltida borglämningar finns här och en möjligen förhistorisk. 

## Namnet
Namnet skrevs 1257 Byrthingi och kommer från kyrkbyn. Efterleden är inbyggarbeteckningen inge. Förleden innehåller bård, 'kant, rand', möjligen syftande på läget vid Börringesjön. Namnet Gustav togs från namnet på Gustav III.